# Klausen-Leopoldsdorf
Klausen-Leopoldsdorf est une commune autrichienne du district de Baden en Basse-Autriche.